# Condado de Jefferson Davis
O Condado de Jefferson Davis é um dos 82 condados do estado norte-americano do Mississippi. A sua sede de condado é Prentiss, que é também a sua maior cidade.
O condado tem uma área de 1059 km² (dos quais 3 km² estão cobertos por água), uma população de 12 487 habitantes, e uma densidade populacional de 11,8 hab/km² (segundo o censo nacional de 2010). O condado foi fundado em 1906 e recebeu o seu nome em homenagem a Jefferson Davis (1808-1889), estadista e líder dos Estados Confederados da América durante a Guerra Civil Americana.